# Lando IV de Capoue
Lando IV de Capoue (italien : Landone) est un prince de Capoue d'origine Lombarde qui règne en opposition au Normand Richard II d'Aversa de décembre 1091 au 19 juin 1098.

## Contexte
Lando est issu de la lignée cadette des comtes de Teano. Le Catalogus Principum Capuae indique que Richard II est « expulsé pendant des années par les comtes lombards et qu'il n'est reste seulement prince que d'Aversa, mais qu'ensuite il se rétablit à Capoue », sans préciser les noms des comtes lombards en question. Un charte du  27 janvier 1093 prouve qu'a cette date  Richard II contrôle Capoue mais qu'il perd la cité de nouveau  et qu'il n'y est pas finalement pas réinstallé avant le siège de Capoue (en), de 1098.

## Sources
- (it) Andrea Gloria, Compendio delle lezioni teorico-pratiche di paleografia e diplomatica, Padoue, Pietro Prosperini, 1870 (lire en ligne)
- (en) G. A. Loud, A Calendar of the Diplomas of the Norman Princes of Capua, vol. 49, Papers of the British School at Rome, 1981, 99–143 p.